# Zilverfonds
Het Zilverfonds (Frans: Fonds de Vieillissement) was een Belgisch federaal overheidsfonds dat was opgericht om een financiële buffer aan te leggen om de meerkosten van de vergrijzing van de bevolking te helpen dragen.
De vergrijzing van de bevolking heeft ook in België zware financiële gevolgen, aangezien de licht krimpende actieve bevolking steeds meer betaalt voor de pensioenen en andere welzijnslasten voor het groeiend deel van de bevolking dat op rust is.
Het fonds werd in 2001 opgericht door de paarse Regering-Verhofstadt I. De naam werd bedacht door Minister van Begroting Johan Vande Lanotte (sp.a) en slaat op de zilveren haren van senioren.  Als minister van pensioenen was op dat moment Frank Vandenbroucke verantwoordelijk.

## Budgettaire geschiedenis en controverse
Het was de bedoeling dat het fonds gespijsd zou worden met het overschot aan middelen uit betere jaren. Dit was vooral in de beginperiode het geval. Het fonds werd gespijsd uit verschillende financiële meevallers, zoals de conversie naar de euro. Vanaf 2007 zou het fonds vaste inkomsten krijgen door de toewijzing van 0,3 percent van het bbp, wat moest worden verhoogd tot 1,3 percent in 2012. Door het uitbreken van de bankencrisis waren er sindsdien echter geen begrotingsoverschotten en dus geen inkomsten voor het Zilverfonds.
De oppositie verweet de regering herhaaldelijk dat het niet ging om een reële spaarpot, maar om een "lege doos" De voorzitter van de raad van bestuur bevestigde op Canvas begin 2012 dat er geen echte spaargelden zijn, maar de regering 'belegt' in haar eigen staatsleningen.
Deze staatsleningen zijn bovendien van een apart type: 'schatkistbons Zilverfonds'. Bij de consolidatie van de overheidsschuld, een relevant gegeven onder meer voor Europa, werd dankzij dat type lening de staatsschuld in hand van het Zilverfonds (als onderdeel van de overheid) afgetrokken van de totaal geconsolideerde staatsschuld. Op deze manier kon de regering 'gevonden' middelen (onder meer van de verkoop van UMTS-licenties) toch uitgeven, en tegelijk doen alsof er geld opzij staat en de overheidsschuld daalt. Deze manier van werken kan vergeleken worden met iemand die 100 euro kapitaal in een vennootschap stopt en deze er vervolgens weer uithaalt tegen een schuldbekentenis. De 100 euro kan worden uitgegeven, maar toch kan de claim gemaakt worden dat er een "vermogen" van 100 euro in de vennootschap zit.
De opzet van het Belgische Zilverfonds was dan ook op geen enkele manier te vergelijken met bijvoorbeeld het Government Pension Fund of Norway, waar -dankzij de olie-inkomsten van het land- wel enorme geldsommen werden opzijgezet voor de toekomstige overheidsuitgaven.
De voorzitter van het Zilverfonds verklaarde eind 2010 dat er 16,9 miljard euro in het fonds zat, nauwelijks genoeg om een half jaar de pensioenen te betalen moest het om reële middelen gaan.
Op 18 november 2014 verklaarde Minister van Financiën Johan Van Overtveldt (N-VA) dat hij wil 'bestuderen wat de financiële en budgettaire gevolgen zijn wanneer het Zilverfonds wordt uitgedoofd'.
Door de technische opzet van het Zilverfonds en het feit dat ook de pers moeilijk inzicht scheen te krijgen in de opzet van het fonds, duurde het nog jaren voor iedereen overtuigd raakte van de nutteloosheid van het fonds.
Op 27 mei 2016 besliste de Belgische ministerraad (regering-Michel I) om het Zilverfonds te laten uitdoven. In de argumentatie wordt bevestigd dat het hier nooit om reële middelen ging die beschikbaar waren voor de vergrijzing maar om een "lege doos". Op 15 december 2016 keurde de Kamer van volksvertegenwoordigers de afschaffing goed.

## Navolging
Naar het voorbeeld van de federale overheid leggen ook verscheidene lokale besturen een spaarpotje met de naam Zilverfonds aan, om de pensioenen van hun ambtenaren te kunnen betalen. Ook hier zijn voorbeelden te vinden waar er geen sprake is van een echt fonds met opvraagbare middelen, maar structuren die "beleggen" in schulden van de overheid waar ze van afhangen.

## Communicatie - De Zilverkrant
Tijdens de oprichting van het Zilverfonds werd een nationale informatiecampagne opgezet met de (toenmalig) bekende mediapersoonlijkheden Rob Vanoudenhoven en Jo Lemaire, die de burger moest overtuigen van het nut van deze structuur. Hiertoe werd onder andere een "Zilverkrant" op 500000 exemplaren gedrukt en gratis verdeeld. In deze communicatie werd sterk de nadruk gelegd op het feit dat het hier zou gaan om "een spaarpot", "een appeltje voor de dorst" etc.